# 波哥大總主教座堂

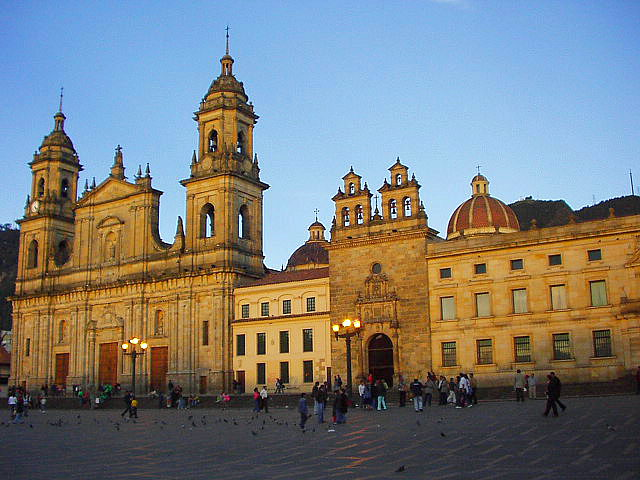
波哥大总主教座堂、圣礼拜堂和总主教府

波哥大总主教座堂是罗马天主教波哥大总教区的主教座堂，位于哥伦比亚波哥大的玻利瓦尔广场东侧。

## 历史
主教座堂兴建于1807年到1823年。当西班牙征服者创建波哥大城市时，他们建立12个木屋和干草教堂。波哥大的创始人贡萨洛·希门尼斯·德克萨达安葬于此。它是哥伦比亚最大的主教座堂，也是南美洲最大的主教座堂之一。